# Amir Hatami
Amir Hatami (em persa: امیر حاتمی Zanjã, 1966) é um oficial militar iraniano que atualmente serve como comandante-chefe do Exército iraniano. Com o posto de major-general, Hatami foi nomeado comandante-chefe após a promoção de Abdolrahim Mousavi a Chefe do Estado -Maior General das Forças Armadas após o assassinato de seu antecessor Mohammad Bagheri nos ataques israelenses de junho de 2025 ao Irã .
Hatmai também é conselheiro do comandante-em-chefe das Forças Armadas Iranianas para assuntos do exército e ex- ministro da defesa do Irã. Ele foi designado ministro da defesa pelo presidente Hassan Rouhani em 8 de agosto de 2017 e obteve um voto de confiança do parlamento em 20 de agosto de 2017.

## Biografia
Amir Hatami nasceu em 1966 em Zanjan, Irã. Aos 14 anos, Hatami juntou-se aos Basij como voluntário e começou a servir nas Forças Armadas do Irã em 1984. Após a guerra, ele ingressou na Universidade de Oficiais Imam Ali em 1989 e se formou em gestão de ciências da defesa.
Ele é o primeiro ministro da defesa com experiência em Artesh em mais de duas décadas, um cargo ocupado apenas por oficiais da Guarda Revolucionária desde 1989.
Hatami serviu anteriormente como chefe do gabinete das relações internacionais do Exército, bem como como adjunto no estado-maior das forças armadas.